# 列弗·里維夫
列弗·阿夫涅洛維奇·里維夫(俄语：Лев Авнерович Леваев；1956年7月30日，出生於烏茲別克塔什干)，以色列商人 ，為布哈里猶太背景的慈善家與投資者。
根據福布斯雜誌«世界上最富有的人»2014年6月淨資產估計15億美元；擁有俄羅斯天然氣工業4.1％之股份。
於1990年代開始，里維夫為避免直接參與葉爾欽家族而與普京建立關係。

## 傳記
里維夫出生於1956年烏茲別克蘇維埃社會主義共和國塔什干地區，目前居住於英國倫敦與以色列。他的家人父親為阿夫納與母親查納里維夫，為布哈里猶太人家庭之一員，雖然他是一位米兹拉希犹太人，卻也是恰巴德哈西德運動的支持者。1971年，當他十五歲那一年，從烏茲別克舉家移民到以色列。不久後，里維夫開始從事一個鑽石拋光廠學徒的工作，學習11種流程的鑽石切割工藝。於以色列國防軍服役後，也建立屬於自己的鑽石拋光廠。
1990年蘇聯解體後，里維夫將他的事業努力擴展到東歐以及前蘇聯國家。在獨聯體國家的恰巴德網路建立起來。為布哈拉猶太人協會代表。
為以色列獨聯體國家商會商務部負責人。
目前已婚，有九個孩子。

## 外部連結
- 里維夫鑽石（页面存档备份，存于）
- 以色列鑽石行業官方網站（页面存档备份，存于）
- 紐約時報雜誌：傳教士大亨 （页面存档备份，存于）